# Павловский, Бартломей
Бартломей Павловский (пол. Bartłomiej Pawłowski; 13 ноября 1992, Згеж, Польша) — польский футболист, нападающий клуба «Видзев».

## Клубная карьера
Павловский начал свою карьеру в 2010 году в клубе «Ягеллония». В течение следующих трех сезонов он выступал на правах аренды за «Катовице», «Яроту», «Варту» и «Видзев», с которым в 2013 году Бартломей подписал полноценный контракт. За команду он успел сыграть всего два матча, после чего испанская «Малага» взяла нападающего в годовую аренду, с правом последующего выкупа. 25 августа в матче против «Барселоны» Павловский дебютировал в Ла Лиге. 27 сентября в поединке против «Реал Вальядолид» он забил свой первый гол за «анчоусов». В 2022 году вернулся в «Видзев».

## Международная карьера
В 2012 году Павловский дебютировал за молодёжную сборную Польши.